# Bezirk Mościska

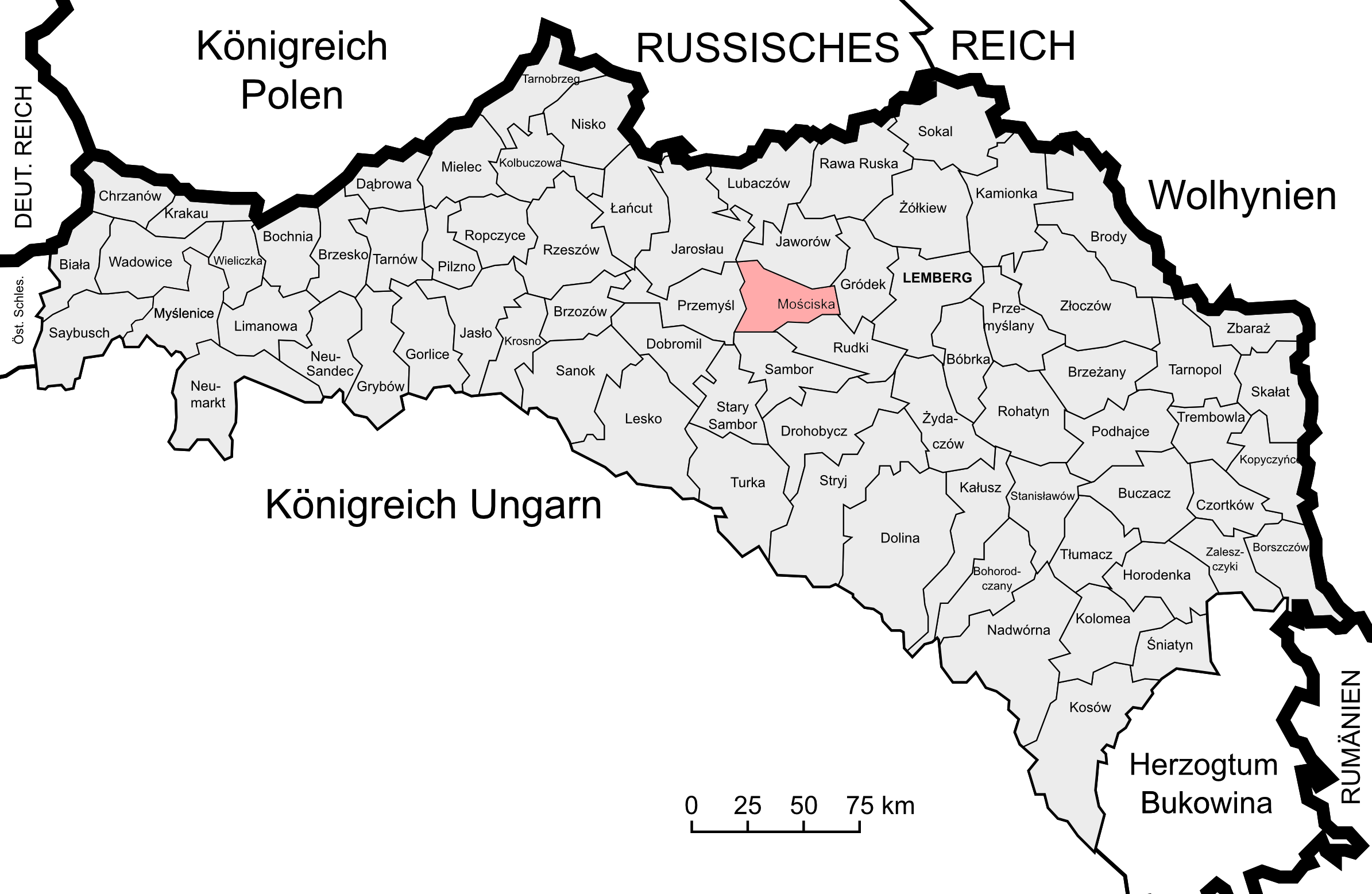
Lage des Bezirks Mościska im Kronland Galizien und Lodomerien

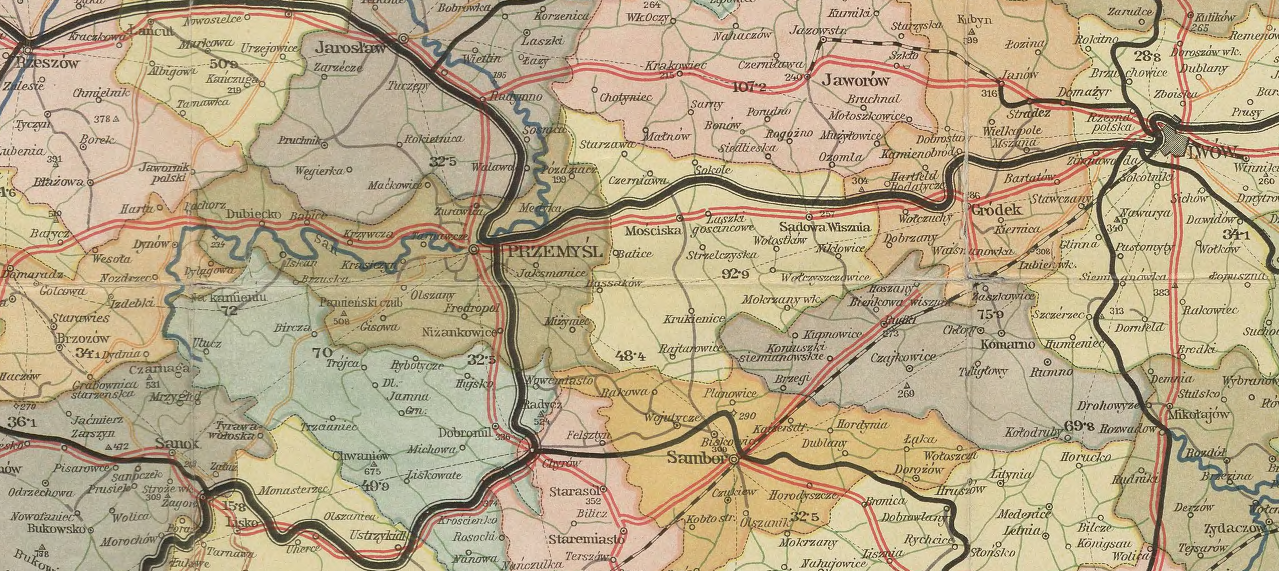
Karte des Bezirks

Der Bezirk Mościska war ein politischer Bezirk im Kronland Galizien und Lodomerien. Sein Gebiet umfasste Teile Ostgaliziens in der heutigen Westukraine (Oblast Lwiw, Rajon Mostyska sowie Rajon Sambir) sowie Polens (Woiwodschaft Karpatenvorland, Powiat Przemyśl). Sitz der Bezirkshauptmannschaft war die Stadt Mościska. Im November 1918 war der Bezirk nach dem Zusammenbruch der Donaumonarchie am Ende des Ersten Weltkriegs kurzzeitig Teil der Westukrainischen Volksrepublik.
Er grenzte im Norden an den Bezirk Jaworów, im Osten an den Bezirk Gródek Jagielloński, im Südosten an den Bezirk Rudki, im Süden an den Bezirk Sambor sowie im Westen an den Bezirk Przemyśl.

## Geschichte
Nachdem die Kreisämter Ende Oktober 1865 abgeschafft wurden und deren Kompetenzen auf die Bezirksämter übergingen, schuf man nach dem Österreichisch-Ungarischen Ausgleich 1867 auch die Einteilung des Landes in zwei Verwaltungsgebiete ab. Zudem kam es im Zuge der Trennung der politischen von der judikativen Verwaltung zur Schaffung von getrennten Verwaltungs- und Justizbehörden. Während die gerichtliche Einteilung weitgehend unberührt blieb, fasste man Gemeinden mehrerer Gerichtsbezirke zu Verwaltungsbezirken zusammen.
Der neue politische Bezirk Mościska wurde aus folgenden Bezirken gebildet:
- Bezirk Mościska (mit 30 Gemeinden)
- Bezirk Sądowa Wisznia (mit 35 Gemeinden)
- Teilen des Bezirks Niżankowice (Gemeinden Bojowice, Bolanwice mit Bolanówka, Chodnowice, Chraplice, Horysławice, Markt Husaków, Jordanówka, Lutków, Nowosiółlki, Radochońce, Złotkowice)
- Teilen des Bezirks Krakowiec (Gemeinden Kalników, Małnów und Wola Małnowska, Sarny mit Rehberg)

Der Bezirk Mościska bestand bei der Volkszählung 1910 aus 81 Gemeinden sowie 68 Gutsgebieten und umfasste eine Fläche von 755 km². Hatte die Bevölkerung 1900 noch 79.184 Menschen umfasst, so lebten hier 1910 87.841 Menschen. Auf dem Gebiet lebten dabei mehrheitlich Menschen mit ruthenischer Umgangssprache (56 %) und griechisch-katholischem Glauben, Juden machten rund 9 % der Bevölkerung aus. Um Mościska befand sich jedoch eine polnische Sprachinsel.

## Ortschaften
Auf dem Gebiet des Bezirks bestanden 1910 Bezirksgerichte in Mościska und Sądowa Wisznia, diesen waren folgende Orte zugeordnet:
Gerichtsbezirk Mościska:
- Arłamowska Wola
- Balice
- Bojowice
- Bolanowice
- Buchowice
- Chliple
- Czerniawa
- Czyszki
- Czyżowice
- Hańkowice bestehend aus den Ortsteilen Hańkowice und Tułkowice
- Hodynie
- Horysławice
- Markt Hussaków
- Jatwięgi
- Jordanówka
- Kalników
- Koniuszki Nanowskie
- Markt Krukienice
- Krysowice
- Lacka Wola
- Laszki Gościńcowe
- Lipniki
- Lutków
- Małnów
- Małnowska Wola
- Mistyce
- Moczerady
- Stadt Mościska
- Myślatycze
- Ostrożec
- Pakość
- Pnikut
- Podgać
- Radenice
- Radochońce
- Rudniki
- Rustweczko
- Rzadkowice
- Sanniki
- Sokola
- Starzawa
- Strzelczyska
- Sudkowice
- Sułkowszczyzna
- Tamanowice
- Trzcieniec
- Zakościele
- Zawada
- Złotkowice

Gerichtsbezirk Sądowa Wisznia:
- Bortiatyn
- Chorośnica
- Dmytrowice
- Dołhomościska
- Dydiatycze
- Hołodówka bestehend aus den Ortsteilen Hołodówka und Kocierzyn
- Królin
- Księży Most
- Kulmatycze
- Makuniów
- Mokrzany Małe
- Mokrzany Wielkie
- Nikłowice
- Orchowice
- Podliski
- Stadt Sądowa Wisznia
- Słabasz
- Słomianka
- Stojańce
- Szeszerowice
- Tuligłowy bestehend aus den Ortsteilen Piasky und Tuligłowy
- Twierdza
- Wiszenka
- Wojkowice
- Wołczyszczowice
- Wołostków
- Zagrody
- Zarzecze
- Zawadów